# Vera Cartonera

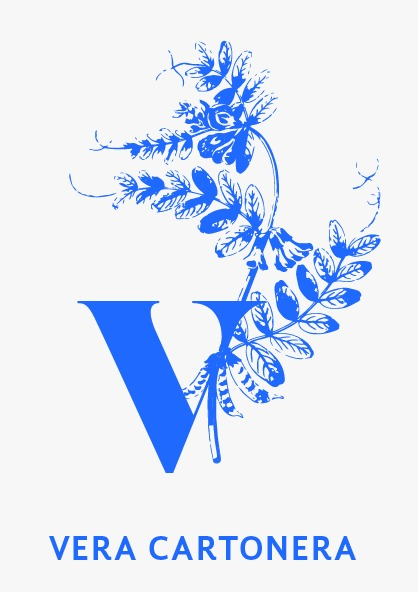
Logo de Vera Cartonera

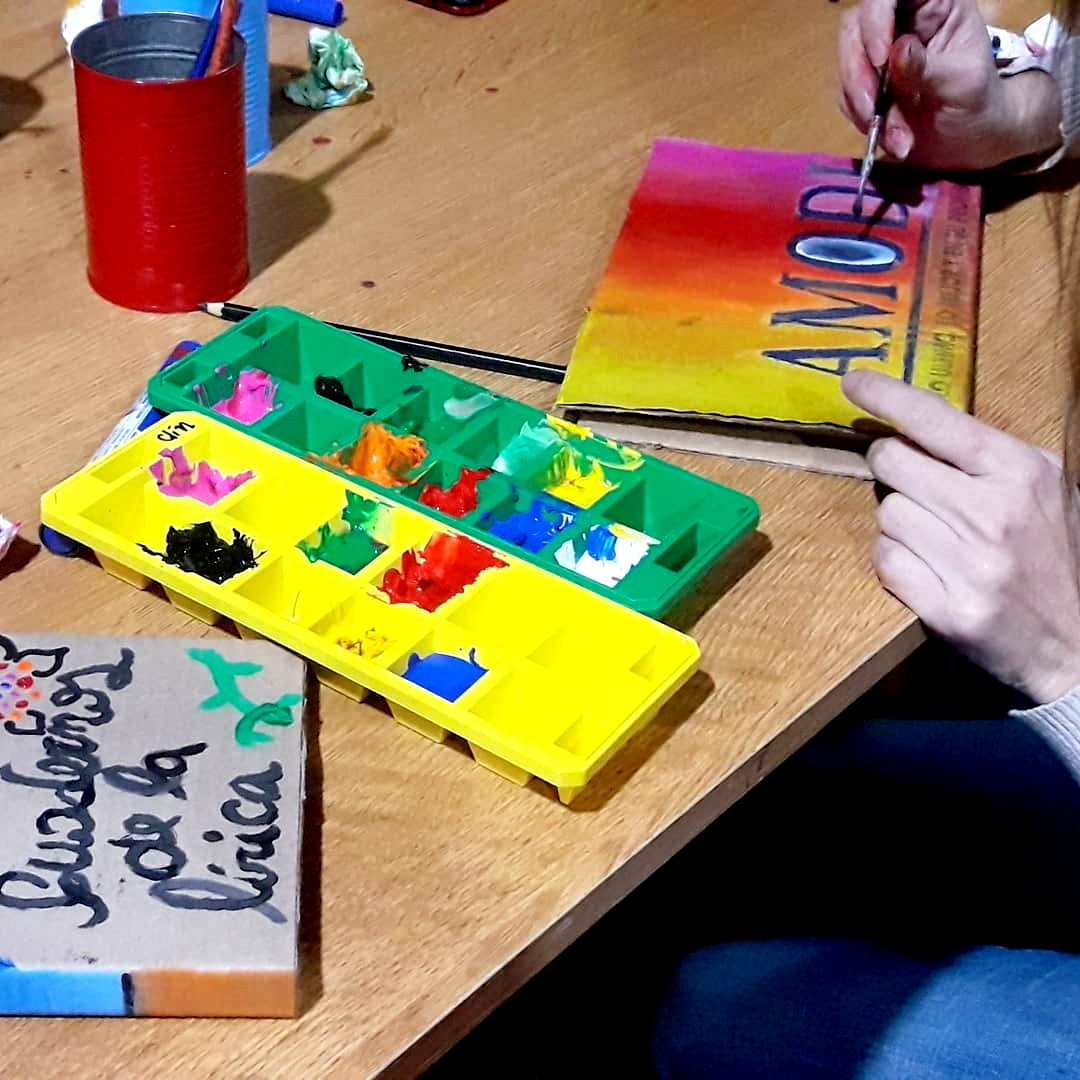
Talleres de producción de libros cartoneros en Vera.

Vera cartonera es una editorial cartonera argentina que está inspirada en las experiencias de Eloísa Cartonera y La Sofía cartonera (Universidad Nacional de Córdoba).
La editorial (radicada en la ciudad de Santa Fe capital) está asociada a la Universidad Nacional del Litoral y al CONICET, y se aloja en el Centro de Investigaciones Teórico Literarias de la Facultad de Humanidades y Ciencias de la Universidad Nacional del Litoral, en el Programa de Promoción de la Lectura de Ediciones UNL y en el Instituto de Humanidades y Ciencias Sociales del Litoral de la UNL y el CONICET).
El catálogo de la editorial incluye literatura junto a divulgación científica y cultural en campos que van desde las ciencias biológicas hasta las ciencias humanas y sociales. Dicho catálogo incluye recetas de cocina, literatura para las infancias, poesía, teatro, narrativa, traducciones, crónicas, divulgación científica y notas de prensa. Existen colecciones que tratan problemáticas determinadas como cuestiones de género, trabajos de memoria, reflexiones sobre la lengua, críticas de cine, problemas de enseñanza. Es un proyecto que pretende democratizar y redimensionar el alcance de la literatura desde políticas públicas y estatales, por medio de la integración de diferentes miembros de distintas comunidades en un mismo plano.
El equipo que trabaja en Vera cartonera está formado por escritores, científicos, traductores, profesores, diseñadores, periodistas, estudiantes y realizadores audiovisuales.
La editorial está integrada al directorio internacional de editoriales cartoneras que incluye más de 295 editoriales cartoneras en el mundo.

## Catálogo

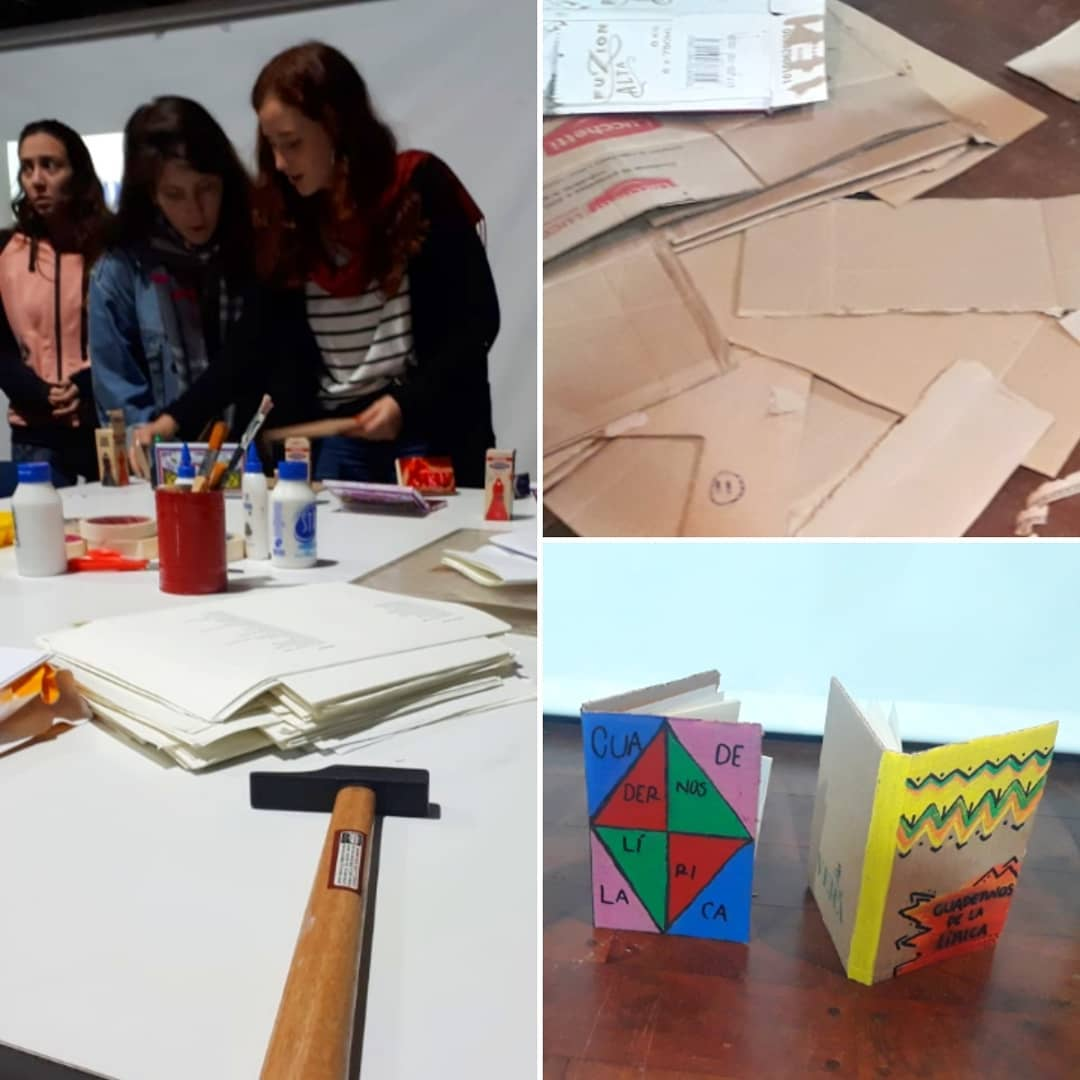
Herramientas y materiales utilizados en la producción de libros.

El primer libro de la editorial fue puesto en circulación en 2018. El catálogo 2018-2020 reúne los siguientes títulos en las siguientes colecciones:

##### Colección Algo compartido
Directora: Ivana Tosti
- Las cuatro estaciones. Una historia privada de la alimentación - Daniel Link

##### Colección Almanaque
Directora: Analía Gerbaudo
- Mal de muñecas – Selva Almada. Dibujos: Luis Acosta
- Por última vez sobre la tierra. Un cuento y un ensayo - Francisco Bitar
- Después de una larga época – Santiago Venturini
- Los domingos del profesor - Alberto Giordano
- La gran avenida - Larisa Cumin
- En servicio - Paula Tomassoni. Prólogo de Marcelo Carnero
- Alas plumas macramé - Diana Junkes. Dibujos Sumi-E: Suely Shiba. Edición, introducción y traducción: Max Hidalgo Nácher

##### Colección Extrañamiento
Director: Federico Coutaz
- Abismo y paseo - Santiago Venturini, Cecilia Mascovich, Estanislao Giménez Corte, Mari Hechim, Analía Giordanino, Mariano Pagés, Fernando Callero, Larisa Cumin, Francisco Bitar. Prólogo de Mercedes Bisordi

##### Colección Irupé
Directora: Patricia Torres
- Antojitos de humor (Limeriks) - María del Carmen Reyes. Dibujos de Constanza Taboada.
- La casa del viento (fragmento) - Alicia Barberis. Dibujos de Luciana Guerra y prólogo de  María Teresa Andruetto

##### ColecciónKuaa
Director: Federico Ariel
- La cultura y el genoma - Federico Ariel, Alberto Kornblihtt, Andrea Gamarnik, Gabriel Rabinovich y Ada G. Blidner, Raquel Chan. Prólogo de Adrián Paenza

##### ColecciónLa lengua en cuestión
Directora: Lucila Santomero
- La lengua Argentina, una encuesta del diario Crítica (1927) - Editores: Juan Ennis, Lucila Santomero, Guillermo Toscano y García. Dibujos de Federico Ruvituso
- Benvenuto Terracini: el concepto de libertad lingüística. Autor: Diego Bentivegna. Con un escrito de Benedetto Terracini

- Contra el colonialismo idiomático. Textos de Luis. C. Pinto (1940-1959). Edición e Introducción: Mara Glozman

- Gramática del Chamuyo Rantifuso. Autor: Felipe H. Fernández Yacaré. Edición, introducción, notas y glosario: Oscar Conde y Claudio Martínez

##### Colección Quiloazas
Directora: Larisa Cumin
- Kadish – Tali Goldman
- Leer un canto - Laura Ortiz

##### Colección Setúbal
Director: Santiago Venturini
- Cuadernos de la lírica – Marcelo Díaz
- La distancia natural - Virginia Rinaldi
- Luz de invierno - Carlos Battilana
- Pensar en un hombre se parece a salvarme - Martín Moyano

##### Colección Vida bandida
Director: Francisco Bitar
- Otra fe en la materia. Edgardo Russo x Silvio Mattoni